# Ictalurus furcatus
Ictalurus furcatus är en fiskart som först beskrevs av Valenciennes, 1840.  Ictalurus furcatus ingår i släktet Ictalurus och familjen Ictaluridae. Inga underarter finns listade i Catalogue of Life.